# Emerich Robert

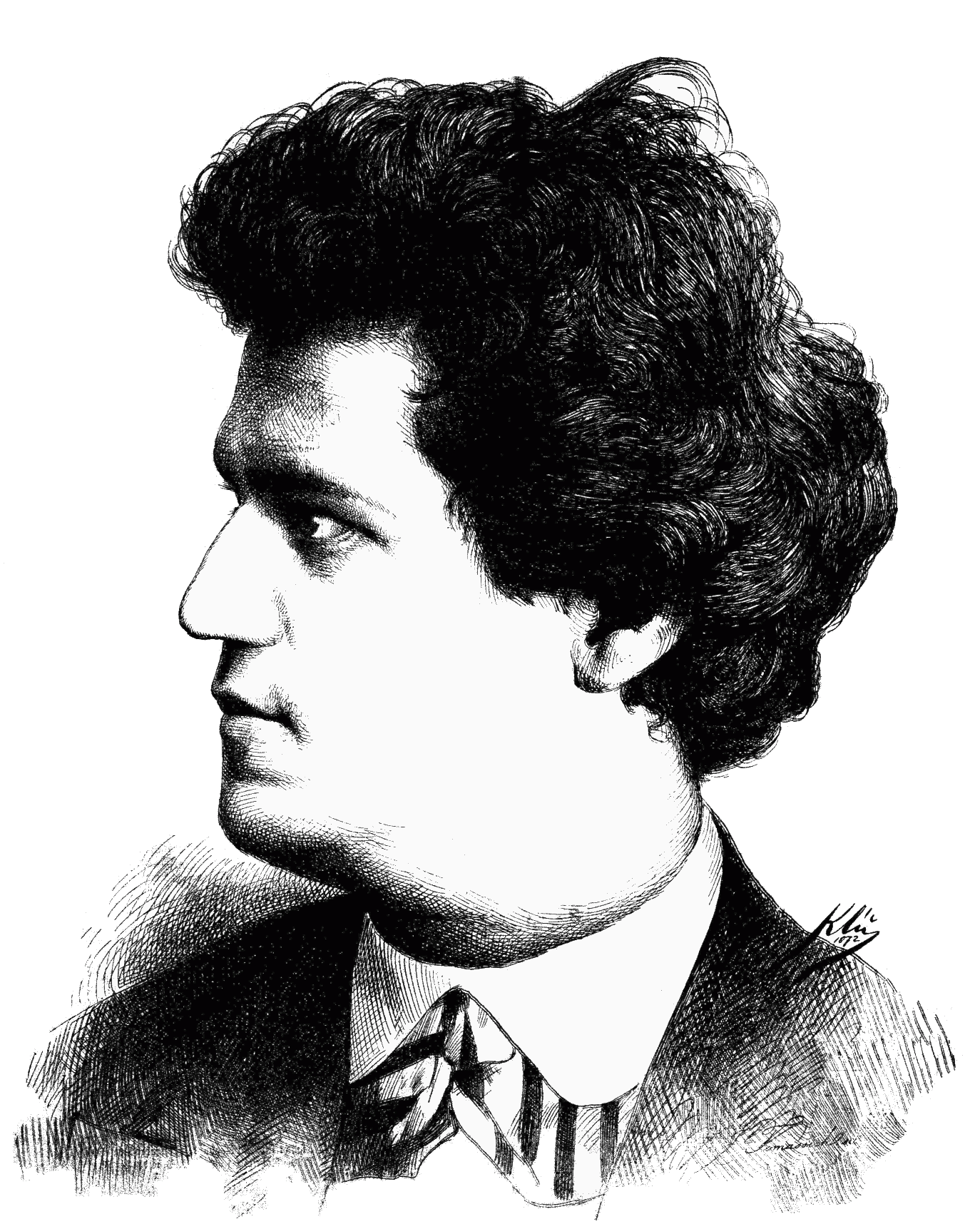
Emerich Robert 1872, teckning av Karel Klíč.

Emerich Robert, född den 21 maj 1847 i Pest, död den 29 maj 1899 i Würzburg, var en österrikisk skådespelare.
Robert handleddes av Joseph Lewinsky och fick 1868 livstidsengagemang vid Berlins hovteater, men övergick 1872 till Wiens Stadttheater och anställdes 1878 på livstid vid Burgteatern där. Robert inlade i sitt spel ideal lyftning, glöd och innerlighet. Bland hans roller märks Hamlet, Romeo, Egmont, Mortimer, Posa, Tasso och Osvald i "Gengangere".